# Bactrododema reyi
Bactrododema reyi är en insektsart som först beskrevs av Grandidier 1869.  Bactrododema reyi ingår i släktet Bactrododema och familjen Diapheromeridae. Inga underarter finns listade.